# بطولة فلوريدا للمصارعة
مصارعة بطولة فلوريدا (FCW) اتحاد مصارعة محترفة كان يعرف في السابق باسم بطولة المصارعة من فلوريدا، التي ظلت من 1961 حتى 1987 حاليا، وهو الآن عرض تطويري تابع لاتحاد الترفية العالمي للمصارعة (WWE).
| شعار FCW |
| --- |
| الاسم المختصر:FCW سنة الإنشاء:2007 النوع:مصارعة محترفة الموقع:تامبا، فلوريدا المؤسس:ستيف كرين المالك:ستيف كرين تابع لـ:اتحاد المصارعة الترفيهية العالمية(دبليو دبليو إي) الموقع الإلكتروني: |